# Aullène
Aullène (korsisch Auddè; italienisch Aullene) ist eine Gemeinde auf der französischen Mittelmeerinsel Korsika. Sie gehört zum Département Corse-du-Sud, zum Arrondissement Sartène und zum Kanton Sartenais-Valinco. Die Bewohner werden französisch Aullénois genannt.

## Geographie
Das Siedlungsgebiet liegt auf 850 Metern über dem Meeresspiegel. Nachbargemeinden sind Zicavo im Norden, Quenza im Osten, Serra-di-Scopamène und Sorbollano im Südosten, Zérubia im Süden, Petreto-Bicchisano und Moca-Croce im Südwesten, Argiusta-Moriccio im Westen sowie Olivese im Nordwesten.

## Bevölkerungsentwicklung
| Jahr      | 1962 | 1968 | 1975 | 1982 | 1990 | 1999 | 2008 | 2012 |
| --------- | ---- | ---- | ---- | ---- | ---- | ---- | ---- | ---- |
| Einwohner | 334  | 315  | 246  | 176  | 149  | 138  | 180  | 184  |

## Sehenswürdigkeiten
- Kirche Sant’ Nicolau, datiert auf das 18. Jahrhundert, heute ein Monument historique

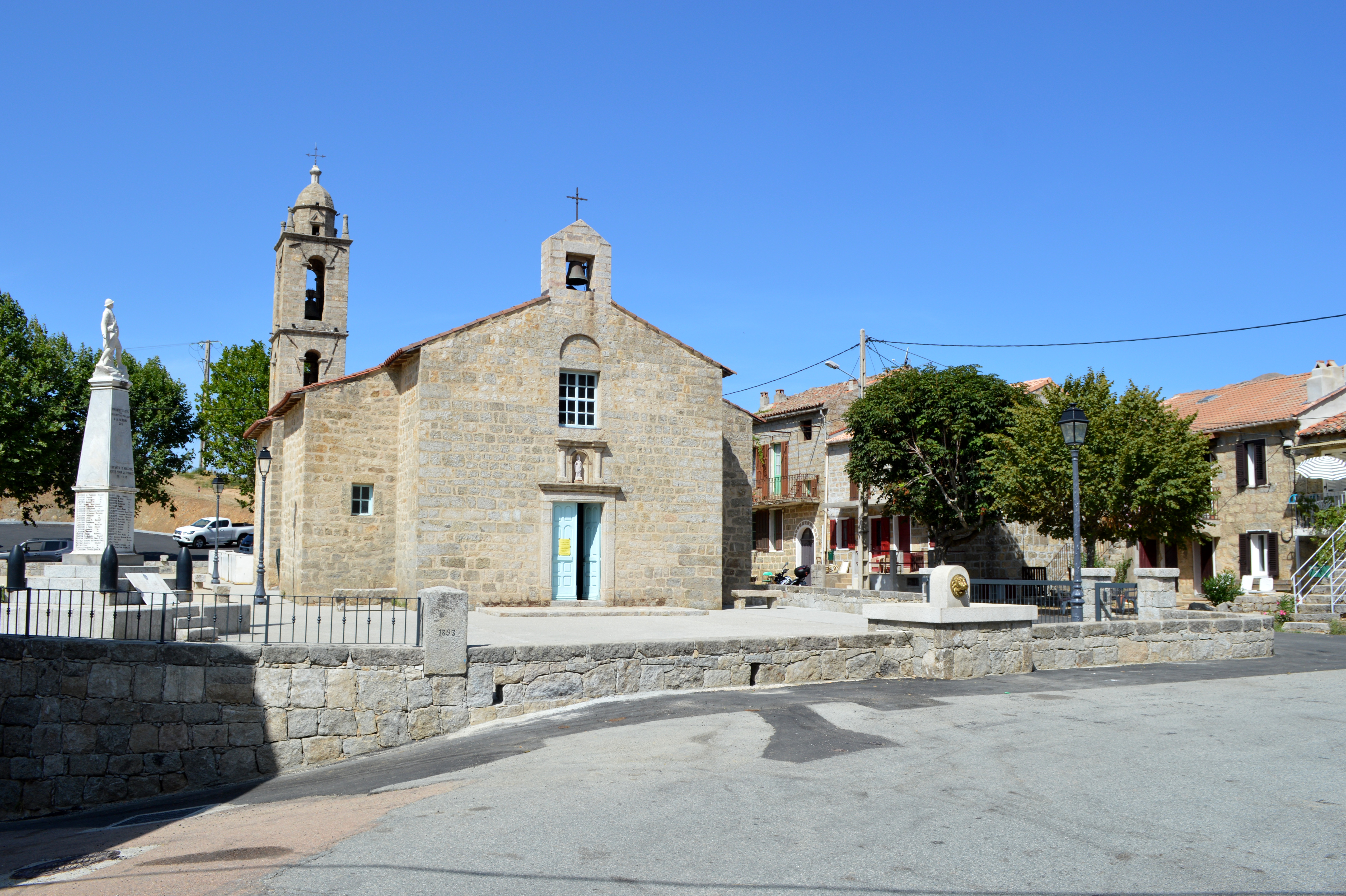
Kirche Sant’ Nicolau

- Kapelle Sant’ Antiochu